# Ching Shih
Dans ce nom chinois, le nom de famille, Ching, précède le nom personnel.
Ching Shih (chinois simplifié : 郑氏 ; chinois traditionnel : 鄭氏 ; pinyin : Zhèng Shì ; Wade : Cheng⁴ Shih⁴ ; EFEO : Tcheng Che ; cantonais Yale : Jeng⁶ Si⁶), aussi connue sous le nom de Cheng I Sao (郑一嫂 / 鄭一嫂, Zhèng Yī Sǎo) ou de madame Tsching, née vers 1775 et morte en 1844, est une femme pirate chinoise.
Elle terrorise les mers de Chine au début du XIXe siècle durant le règne de l'empereur Jiaqing. Elle commande plus de 300 jonques et avait sous ses ordres entre 20 000 et 40 000 pirates. Durant sa carrière de pirate, elle entre également en conflit avec plusieurs nations comme l'Empire britannique, l'Empire portugais et la dynastie Qing.
Elle est citée par différents auteurs comme la plus puissante pirate du monde entier, à la fois pour la taille de la flotte qu’elle commande, mais aussi pour avoir finalement sauvé la vie de ses équipages qu’elle réussit à faire admettre au sein de la bureaucratie officielle chinoise.
Les exploits de Ching Shih et de ses hommes sont relatés dans de nombreux romans, jeux vidéo et films sur la piraterie ainsi que sur le mode de vie en Chine. Du fait de son influence et de la taille de sa flotte, qui comprend à son apogée 1500 à 1800 navires ainsi que 80 000 marins, elle est considérée comme l'une des pirates ayant le plus marqué l'Histoire.

## Sources et nom
La vie de Ching Shih est connue par divers écrits contemporains. La source majeure à son sujet est le livre rigoureux de Yuan Yung-lun, Ching Hai-Fen (publié en 1830 et traduit en anglais dès 1831) ; ce fonctionnaire bien informé la mentionne une vingtaine de fois. Richard Glasspoole, qui raconte ses souvenirs de prisonnier des pirates chinois, cite également son nom dans ses Sketches of Chinese Customs and Manners.... Les historiens chinois se sont très peu intéressé à son cas (et à la piraterie chinoise en général), et la plupart des recherches historiques la concernant émanent d’Occident.
Son « nom » est transcrit sous différentes formes en Occident, dont Zheng Shi, Ching Yih Saou, Shih Hsiang Ku ou Shih Yan. Cette appellation signifie « l’épouse de Ching », et on ne connait pas son véritable nom.

## Biographie

### Jeunesse
On sait assez peu de choses sur la jeunesse de Ching Shih. Elle serait née vers 1775 dans le Guangdong, une province côtière au sud de la Chine, au sein d’une famille pauvre.
Dans les récits, elle apparaît tout d'abord sous les traits d'une jeune prostituée cantonaise du nom de Shih Yang. Alors qu'elle officie au sein d'un bordel flottant stationné dans le port de Canton, elle est capturée par les hommes du pirate Zheng Yi, en l’année 1801. Cette rencontre change radicalement sa vie.

### Mariage avec le pirate Zheng Yi

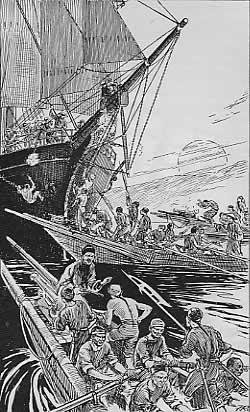
Pirates chinois attaquant un navire marchand (début du XIXe siècle).

Les auteurs divergent quant à savoir si leur rencontre est fortuite ou si Zheng Yi cherche une épouse ; celui-ci avait pour amant Cheung Po Tsai, un pirate de sa flotte. Zheng Yi se décide à la demander en mariage. De son côté, Ching Shih comprend rapidement l'intérêt qu'elle peut tirer de cette union avec le chef des pirates. Elle lui donne son accord mais à la condition de pouvoir commander l’une de ses flottes. Zheng Yi accepte et le mariage est célébré en 1801. Par un contrat formel, Zheng Yi permet à son épouse de contrôler une partie de sa flotte et lui offre 50 % des parts. Elle a également le droit d'intervenir dans l'administration de toutes ses affaires, dans la gestion du trésor de la flotte, et dans le commandement des hommes et des femmes de la flotte. Enfin, elle est, toujours contractuellement, le bras droit de Zheng Yi et participe aux décisions stratégiques quant à la navigation de la flotte et à celle concernant la discipline. Le couple adopte par ailleurs un fils, Zhang Pao Tsai, qui devient leur héritier légitime. Ching Shih met également au monde deux fils : Cheng Ying Shih (chinois simplifié: 郑英石; chinois traditionnel: 鄭英石; pinyin: zhèng yīng shí) et Cheng Heung Shih (chinois simplifié: 郑雄石; chinois traditionnel: 鄭雄石; pinyin: Zhèng xióng shí).
Par la suite, la jeune femme gagne rapidement le respect des hommes d'équipage et participe pleinement à la direction des activités de piraterie avec son mari. Son accession à un poste de commandement est facilitée par la place qu'occupent alors les femmes au sein des équipages. En effet, comme l'indique l'auteur Alain Leclerq, il n'est pas rare à l'époque de voir des femmes de basse classe sociale occuper la fonction de matelot. Selon Yoriko Ishida, il n’y a nulle trace de l’équivalent du concept occidental selon lequel le monde maritime serait exclusivement masculin ou dominé par les hommes, ce qui permet la présence de nombreuses femmes à bord. De plus, les pirates sont souvent des habitants du littoral appauvris qui changent totalement de vie, et embarquent définitivement avec toute leur famille pour une nouvelle vie.
Lorsqu'elle devient la femme de Zheng Yi, celui-ci commande alors une flotte de pirates, qui combat du côté des rebelles Tây Sơn durant la rébellion vietnamienne. En peu de temps, le couple parvient à rassembler une flotte de centaines de jonques et de dizaines de milliers d’hommes et de femmes. Pendant trois ans, ils attaquent les navires qui sortent des principaux ports de Chine et mettent en échec la marine impériale chinoise. La flotte pirate est divisée en six flottilles pour plus d’efficacité, chacune identifiée par un drapeau : rouge, jaune, vert, bleu, noir et blanc, et Ching Shih commande la rouge. Cette confédération de pirates est unie par un accord écrit et paraphé par les sept chefs de flotte.
En 1807, la flotte est cependant prise dans une tempête. Emporté par un vent violent, Zheng Yi est projeté par-dessus bord et meurt en mer. Désormais veuve, Ching Shih se retrouve à la tête d'une coalition d'au moins 400 navires et 70 000 pirates,, la plus grande flotte pirate de tous les temps, également surnommée « la flotte au drapeau rouge ».

### Prise de pouvoir
Excellente stratège, Ching Shih, également nommée Cheng I Sao (littéralement, la femme de Cheng I), parvient par des manœuvres politiques à prendre la tête de la flotte. Selon les coutumes confucéennes, c’est le fils aîné du défunt qui doit hériter de la flotte. C’est la raison pour laquelle elle l’épouse. Selon Yoriko Ishida, cela ne lui était pas nécessaire, puisque en Chine, la veuve hérite des droits de son époux et Chang Paou n’est que son amant. Afin de consolider son pouvoir sur la flotte, elle engage une liaison avec son fils adoptif, qu'elle avait déjà promu au rang de lieutenant, et l'épouse. Elle fait appel aux membres les plus puissants de la famille de son époux, son neveu Ching Pao-yang et le fils de son cousin Ching Ch'i pour prévenir un conflit ouvert. Elle entretient des rapports étroits avec les capitaines des flottes de la coalition et se rend indispensable à leurs yeux.
Elle nomme son second Cheung Po Tsai capitaine de la flotte, pour qu'il intervienne dans les cas où une figure masculine serait indispensable. Il l'assiste fidèlement dans sa tâche.

### Code de lois
Ching Shih élabore un ensemble de lois strictement appliquées. Selon Dian Murray dans The History of Pirates Who Infested the China Sea, Cheung Po Tsai serait à l'origine de cet ensemble. Yoriko Ishida considère qu’il est possible qu’en tant qu’amiral de toute la flotte, elle lui ait donné instruction pour la rédaction de ce code.
Les ordres sont donnés exclusivement par les dirigeants de la flotte et une chaîne de commandement stricte est mise en place,. Les quatre cinquièmes du butin sont affectés à un fonds commun de la flotte. Désobéir à un ordre est considéré comme un crime. Si un village aide régulièrement les pirates, c'est également un crime que de le piller. Celui qui vole dans le butin ou viole les prisonnières est condamné à mort, le viol réduisant la valeur marchande de la prisonnière. Cependant, les pirates peuvent demander l’autorisation d’avoir des rapports sexuels avec les prisonnières ; s’ils l’obtiennent, ils doivent pour les pratiquer se retirer dans la cale. Les prisonnières jugées belles sont revendues ; celles jugées laides simplement libérées. Si un pirate a des relations sexuelles avec une prisonnière consentante, il est condamné à la décapitation, et la prisonnière est jetée à la mer, des poids accrochés aux pieds. Si un pirate déserte et qu'il est repris, on lui coupe une oreille et l'expose au reste de l'équipage, pour l'exemple[réf. nécessaire]. Enfin, si un pirate de la flotte se marie, il doit obligatoirement être fidèle.
L’application de ce code amène à la fois une plus grande discipline et une transformation des rapports entre hommes et femmes au sein de la flotte.

### Carrière de pirate
La flotte de Ching Shih commet divers actes de piraterie, allant du simple pillage de navires marchands au sac de villages le long des rivières. Le gouvernement tente de mettre un terme à ces activités en lançant une série d'offensives en janvier 1808, sans succès. Les pirates en profitent même pour capturer des navires impériaux et ainsi renforcer leur flotte. La flotte impériale est tellement affaiblie que le gouvernement doit acheter des bateaux de pêche pour combler les vides.
Ching Shih diversifie les revenus de la confédération de pirates en vendant une assurance de passage « sûr » aux navires marchands, ou en se faisant rémunérer pour escorter des convois.
À son apogée, la flotte de Ching Shih (ou la confédération pirate selon les termes de Yoriko Ishida) atteint les 1800 ou 1900 navires, manœuvrés par 80 000 hommes et femmes. Sa réussite s’explique par la discipline stricte qui règne au sein de la flotte, par l’emploi d’espions à terre et la corruption de fonctionnaires qui renseignent les pirates sur les opportunités de pillage. Enfin, la flotte se distingue par la présence de femmes aux postes de commandement, comme celui de capitaine de jonque.
Ching Shih résiste victorieusement à une offensive combinée des flottes chinoise, américaine et portugaise[Quand ?].
La véritable menace contre le pouvoir croissant de Ching Shih vient en fait des autres pirates : O-po-tae, un rival (considéré parfois comme le second plus grand pirate asiatique), force sa flotte à battre en retraite. O-po-tae, inquiet de la revanche que Ching Shih pourrait vouloir prendre, demande au gouvernement une amnistie, et l'obtient, pour ses hommes et lui-même. Le gouvernement peut ainsi consacrer tous ses moyens à la destruction de la flotte de Ching Shih, et celle-ci demande et obtient une amnistie en 1810.
Le gouvernement chinois n’a guère le choix, car malgré tous ses efforts, Ching Shih est toujours sortie victorieuse des affrontements avec la marine impériale.

### Dernières années
Le 18 avril 1810, elle négocie avec le gouvernement une sortie de ses activités criminelles, pour elle et l’ensemble des hommes et femmes de sa flotte, avec les gouverneurs du Guangdong et de Macao. Elle obtient satisfaction, plus la possibilité de conserver une flotte d’une centaine de jonques, et une place de haut-rang pour sa famille,. Une certaine somme est attribuée à chacun des pirates qui arrête ses activités, et il leur est offert de s’engager dans la marine ou, au choix, de se retirer dans les terres. Ils conservent également les gains issus de la piraterie. La reddition a lieu le 20 avril ; Chung Paon est nommé lieutenant de la flotte impériale, et conserve une flotte privée de 20 à 30 jonques.
Selon les uns, Cheung Po Tsai passe le reste de sa vie à un poste confortable dans le gouvernement et dirige un bordel et un cercle de jeux à Canton ; selon d’autres, elle est active dans les activités de paris, ou de jeux, et le commerce du sel, tout en vivant avec son homme et ses enfants.
En 1839, elle est recrutée comme conseillère stratégique de la province dans le cadre des guerres de l'opium avant de mourir en 1844.

## Symbole de femme émancipée
La vie de Ching Shih, l’ampleur de son pouvoir de décision et de commandement, et l’autonomie qu’elle obtint, en font un symbole de femme puissante, émancipée. Le livre féministe Foutues pour foutues lui consacre ainsi une biographie, tandis que Yoriko Ishida analyse son épopée dans le cadre de la théorie butlérienne, le personnage lui permettant de contredire nombre de stéréotypes sur la société chinoise. Il salue la « plus grande femme pirate de l’histoire maritime » dotée de capacités dans tous les domaines : « commandement, combat, négociations, et fasciner les hommes ».

## Dans la culture populaire
- Ching Shih aurait inspiré le personnage de Dame Ching, une Seigneur des Pirates, dans le film Pirates des Caraïbes : Jusqu'au bout du monde[10].
- Elle apparait également dans le jeu vidéo Rock of Ages 3: Make & Break en tant que chef des armées et personnage à vaincre dans le mode Histoire.
- Le personnage est au centre de l'intrigue d'un épisode de la série Doctor Who, La Légende des Démons des Mers, diffusé le 17 avril 2022.
- Elle est aussi citée comme source d'inspiration par Davide Morosinotto pour son personnage de Shi Yu dans son roman "La plus grande" (Médium, L'école des loisirs, 2023)
- En 2023, elle apparaît également dans la série Our Flag Means Death et est interprétée par l'actrice Ruibo Qian (en).